# Kunstharpiks
Kunstharpiks eller plastharpiks er en flydende plastmasse hvor molekylerne vil polymerisere når de udsættes for varme. Molekylerne vil danne forbindelser på kryds og tværs så massen stivner. Afhængig af hvilke stoffer som polymeriserer, dannes der forbindelser med underlaget sådan at massen bliver siddende fast og fungerer som klæbemiddel. De fleste kunstharpikser dannes ved en reaktion mellem to stoffer.
Eksempler på kunstharpiks:
- epoxy (handelsnavn Araldit) er et relativt kendt eksempel på kunstharpiks.

## Epoxy og isocyanater
Epoxyforbindelser er stærkt allergifremkaldende og vil være klassificeret som farlige stoffer eller materialer.
Allergien kan opstå selv efter kort tids påvirkning. Kontakteksem (overfølsomhedseksem) ses især på hænderne, og viser sig som rødme, kløe, småknopper og væskefyldte blærer. Ved kraftig eksem svulmer huden op og væsker.
Epoxy bruges bl.a. i malevarer, fugtspærrer, gulvbelægninger, tætningsmaterialer til beton, fugemasser og klæbemidler. Personer, der har eksem, epoxyallergi eller kraftig håndsved (hyperhidrosis manuum), må ikke arbejde med disse produkter.
Isocyanater (polyurethan eller PU) kan fremkalde eksem og allergisk astma. Astma er overfølsomhed i lungerne, der viser sig ved anfald af åndenød, når man bliver udsat for stofferne. Flere isocyanater er mistænkt for at kunne fremkalde kræft og er på Arbejdstilsynets kræftliste.
Isocyanater bliver brugt i bl.a. malevarer, klæbemidler, tagunderstrygning, fugemasser, gulvbelægning og blødt og hårdt skum, fx præisolerede fjernvarmerør. De er ofte hærderen i et tokomponentsystem. Undertiden leveres hærder og harpiks færdigblandet.
Personer, der lider af astma, eksem, isocyanatallergi, kroniske lunge-lidelser eller har kraftig håndsved, må ikke arbejde med disse produkter.

## Sprøjteforbud
Det er som udgangspunkt forbudt at sprøjte med produkterne uden for sprøjtekabiner og sprøjtebokse, hvor der skal være effektiv ventilation. Sprøjtning er dog tilladt i visse situationer, fx af trægulve i visse sportshaller og på udendørs sportsbaner. I nogle situationer kan der være tidsbegrænsning i denne type arbejde. Det afhænger af arbejdssituationen. Sprøjtearbejdet skal anmeldes til Arbejdstilsynet.

## Uddannelse og instruktion
Alle, der skal arbejde med epoxy- eller isocyanatprodukter, skal gennemgå en særlig uddannelse. Der er en almindelig uddannelse og en kortere uddannelse for arbejde med fugematerialer i lukkede emballager. Desuden skal arbejdsgiveren sørge for, at der bliver givet tilstrækkelig instruktion i, hvordan det konkrete arbejde skal udføres.

## Forholdsregler ved brug af epoxy og isocyanater
Man skal bruge egnede engangshandsker og arbejdstøj eller beskyttelsesdragt, for det er vigtigt at undgå kontakt med huden.
På selve arbejdsstedet må du hverken spise, drikke eller ryge.
Undgå også indånding af eventuelle dampe eller aerosoler. Vær opmærksom på, at opvarmning fx ved slibning af udhærdede produkter kan afgive isocyanater.
Kun de, der arbejder med produkterne, må færdes i arbejdsområdet, der skal være forsynet med advarselsskilte. Spild, rester, tom emballage, kasseret arbejdstøj og brugte engangshåndklæder skal lægges i særlige affaldsbeholdere, der tydeligt beskriver indholdet.

## Velfærdsforanstaltninger
Der skal være særskilt omklædningsrum, hvor gangtøj og arbejdstøj opbevares adskilt. Disse må ikke bruges af andre end dem, som arbejder med epoxy og isocyanater. Der skal desuden være adgang til toilet og bad med koldt og varmt vand samt spiserum som holdes frit for epoxy og isocyanater, det vil sige, at I ikke må have beskidte værnemidler med.
På arbejdsstedet skal der være uhindret adgang til håndvask med rindende håndvarmt vand, rensemidler og egnet hudcreme. Vandhaner må ikke være håndbetjente men skal i stedet være fx pedal-, sensor- eller albuebetjent.
Rengøring: Der skal løbende gøres rent på arbejdsstedet, i omklædning, bade- og spiserum.
Personlig hygiejne: Det er vigtigt at holde en god personlig hygiejne. Vask ansigt, underarme og hænder inden i holder frokostpauser og går på toilettet, og altid ved arbejdstids ophør. Hvis det er nødvendigt skal I gå i bad ved arbejdstids ophør. VIGTIGT: Ved enhver hudkontakt skal I vaske jer grundigt for at undgå allergisk reaktion.
Førstehjælpsudstyr med bl.a. øjenskylleflaske skal være placeret tæt på arbejdsstedet.
Denne artikel er helt eller delvist baseret på materiale fra den norske Wikipedia
| Kemi | Spire Denne artikel om kemi er en spire som bør udbygges. Du er velkommen til at hjælpe Wikipedia ved at udvide den. |